# 長岡リリックホール
長岡リリックホール（ながおかリリックホール、Nagaoka Lyric Hall）は、新潟県長岡市千秋にある長岡市立のコンサートホールである。

## 施設
構造鉄筋コンクリート造（一部鉄骨造）地上2階建ての施設となっている。
コンサートホール
全体が楕円形で音楽専用のシューボックス型の構造で座席数は700席と比較的小規模であり、サイドバルコニー100席は通常、使用されないことも多い。
シアター
座席数は450席で額縁のようなプロセニアム型。演劇や講演会など多目的に用いられる。
スタジオ
10のスタジオがあり各部屋ごとに設備と構造が微妙に異なっている。また、第1スタジオは他のスタジオよりも若干広く、ミニコンサートなどにも用いられる。
その他
情報ラウンジやビュッフェがある。スタジオのそばに自動販売機とコピーサービス、コンサートホールの楽屋とシアターの楽屋の接した部分に給湯室と自動販売機のサービスがある。
ピアノはスタインウェイD-274、ヤマハCF3-S、カワイRX-6、カワイアップライトがある。

## 沿革
1995年（平成7年）に愛称が公募により決定し、1996年（平成8年）11月にオープンした。

## 交通アクセス
千秋が原地区北側、国道8号長岡バイパスの長岡大橋西詰付近に位置し、新潟県立近代美術館、ハイブ長岡、長岡造形大学に隣接している。
ハイブ長岡#交通アクセスを参照。